# Maya Fey
Maya Fey, conocida como Mayoi Ayasato (綾里 真宵 Ayasato Mayoi?) en las versiones originales en japonés, es una médium espiritual ficticia de la serie de videojuegos Ace Attorney de Capcom. Maya se presenta como el personaje principal de apoyo al protagonista Phoenix Wright en los tres primeros juegos de la serie y más tarde regresa en el sexto juego. El personaje también ha aparecido en adaptaciones cinematográficas, de anime y manga de la serie, una serie japonesa de musicales y videojuegos crossover como el Professor Layton vs.Phoenix Wright: Ace Attorney, Project X Zone 2 y Ultimate Marvel vs.Capcom 3.
Maya fue creada por Shu Takumi, el creador y director de la serie, ya que quería que el personaje del jugador tuviera un compañero con el que investigar. Por su diseño, se le dio ropa tradicional para médiums japoneses, incluyendo un kimono y una cuenta de magatama. Cuando fue traída de vuelta para Spirit of Justice, al principio fue escrita de la misma manera que en sus primeras apariciones, pero luego fue cambiada para ser más madura en algunos puntos, para mostrar que había crecido durante los nueve años que habían pasado dentro de la historia de los juegos. Los críticos elogiaron su personaje y sus interacciones con Phoenix, y su regreso en Spirit of Justice fue bien recibido, pero su representación en la película Ace Attorney fue criticada en comparación con sus apariciones en los videojuegos.

## Apariciones
Maya aparece por primera vez en Phoenix Wright: Ace Attorney, donde es presentada como la hermana menor de la abogada defensora Mia Fey y miembro del clan Fey, una familia de médiums espirituales que vive en la aislada ciudad montañosa de Khura'in Village. Después de la muerte de su hermana, es incriminada y acusada de sororicide, sólo para ser defendida y probada inocente por el alumno de Mia, el abogado subalterno Phoenix Wright. En agradecimiento, Maya se convierte en su asistente legal y su pareja, ayudándole a investigar las escenas del crimen y usando sus habilidades médiums para canalizar el espíritu de su hermana cuando necesitan orientación. Al final del juego, decide volver a la aldea Kurain para concentrarse en su entrenamiento como médium.
En Phoenix Wright: Ace Attorney − Justice for All, Phoenix y Maya se reúnen en la aldea Kurain, donde Phoenix la defiende de los falsos cargos de asesinato orquestados por su tía Morgan Fey, y una vez más se convierte en su asistente mientras vigila a su prima menor y a la hija de Morgan, Pearl Fey. Más tarde, es secuestrada por un asesino y se le pide un rescate para obligar a Phoenix a defender a un cliente culpable. Con la ayuda de sus amigos, Phoenix puede resolver el caso y rescatar a Maya.
Maya regresa a Phoenix Wright: Ace Attorney − Trials and Tribulations, actuando nuevamente como asistente de Phoenix en varios casos. Durante un viaje con Phoenix y Pearl a un retiro en la montaña, Morgan casi la mata como parte de otro complot, sólo para ser salvada por Godot y su madre, Misty Fey, que había desaparecido muchos años antes. Aunque se la acusa brevemente del asesinato de Misty, Phoenix descubre a la verdadera parte culpable y prueba su inocencia.
Maya no hace una aparición física en la cuarta y quinta entrada de la serie. Sin embargo, es mencionada en los diálogos por otros personajes de Apollo Justice: Ace Attorney. Más tarde, en Phoenix Wright: Ace Attorney − Dual Destinies, envía una carta a Phoenix animándole, lo que le anima durante un caso difícil.
Maya regresa en Phoenix Wright: Ace Attorney − Spirit of Justice, reuniéndose con Phoenix en el reino de Khura'in después de pasar dos años entrenando allí para convertirse en una completa médium espiritual y en la nueva cabeza del clan Fey. Una vez más acusada de asesinato, es defendida por Phoenix y le ayuda en sus esfuerzos por cambiar el sistema legal de Khura'in. En el caso de DLC del juego, ella se une a Phoenix como su socia y asistente una vez más durante la duración del caso.

### Otras apariciones
Fuera de la serie principal de Ace Attorney, Maya hace breves apariciones en los títulos derivados de Ace Attorney Investigations, y una vez más aparece como asistente de Phoenix en el título cruzado Professor Layton vs.Phoenix Wright: Ace Attorney. Maya también aparece en varios otros títulos de Capcom, incluyendo como parte de los ataques de Phoenix en Ultimate Marvel vs.Capcom 3, como una unidad en solitario con Phoenix en Project X Zone 2, y como una carta de colección en Onimusha Soul.
Maya ha aparecido en otras adaptaciones de Ace Attorney en los medios de comunicación. Es un personaje recurrente en la serie de manga Ace Attorney publicada por Kodansha Comics, y en una serie de musicales escénicos interpretados por la revista Takarazuka Revue. Maya también aparece en la película Ace Attorney, que adapta su papel del primer juego, y en la serie de animación Ace Attorney, que adapta los acontecimientos de la trilogía original.

## Concepto y desarrollo
El creador y director de la serie Ace Attorney, Shu Takumi, creó a Maya como socio de Phoenix con el fin de hacer que los casos sean más divertidos de investigar, ofreciéndoles consejos. Aunque desde el principio se planeó que fuera una socia, inicialmente se planeó que fuera una abogada en formación. Para Spirit of Justice, se decidió desde el principio traer de vuelta a Maya, debido a las frecuentes peticiones de retorno de los jugadores de Dual Destines. Los desarrolladores se preocuparon mucho por cómo sería recibida, y el productor del juego, Motohide Eshiro, dijo que estaban seguros de que la gente criticaría el uso del personaje independientemente de lo que hicieran. Al principio fue escrita con el concepto de haber crecido como adulta pero permaneciendo igual en su interior; el director y escritor del juego, Takeshi Yamazaki, pensó que esta personalidad inalterada se sentía extraña considerando que habían pasado nueve años dentro de la historia de la serie desde su última aparición, por lo que se decidió en algunos momentos hacer que actuara con más madurez, para demostrar que había crecido. Para promover esto, su maestría en la canalización espiritual fue escrita como mejorada en comparación con su última aparición. Yamazaki tuvo problemas para escribir su diálogo, y dijo que tenía que hacer todo lo posible para que sonara bien. También tuvieron problemas para encontrar el equilibrio entre la participación de Maya en la historia y las apariciones de otros personajes; por ello, decidieron convertirla en la acusada del tercer caso del juego, liberando así espacio para otros personajes durante la fase de investigación y dejando que el jugador pasara tiempo con Maya durante el propio juicio.
Junto con el resto de los personajes del primer juego, Maya fue diseñada y dibujada por Kumiko Suekane y Tatsuro Iwamoto. Originalmente fue diseñada con ropa típica de los médiums tradicionales japoneses, incluyendo un kimono y una cuenta de magatama; sin embargo, el diseño del kimono fue alterado en comparación con el material original, con el dobladillo drásticamente acortado. Para las situaciones en las que canaliza el espíritu de Mia, su diseño cambia: su cabello y su ropa permanece, mientras que su rostro y su cuerpo cambian, pareciéndose al de Mia, con la intención de enfatizar la diferencia en el tamaño de sus pechos. Se le da otro diseño alternativo para parte del tercer juego, Trials and Tribulations, donde usa un uniforme de camarera, reemplazando toda su ropa y accesorios regulares excepto las cuentas de su cabello. Debido a que Takumi quería que los tres primeros juegos de Ace Attorney se sintieran como tres entregas en una obra más grande, quería evitar una situación en la que el primer juego pareciera anticuado en comparación con el tercero: debido a esto, Maya y otros personajes importantes como Miles Edgeworth y Phoenix conservan los mismos gráficos de personajes a lo largo de todas sus apariciones en los tres primeros juegos. Para la reaparición de Maya en Spirit of Justice, se le dio un diseño renovado; antes de conformarse con la versión final, el equipo de desarrollo consideró usar a su madre, Misty Fey, como motivo y base para el rediseño.

### Localización
A partir del segundo juego, la dirección de localización estuvo a cargo de Janet Hsu; una de las primeras decisiones que tuvo que tomar fue cómo localizar la ciudad natal de Maya y el clan Fey. Decidió localizarlo en torno a la idea de que Ace Attorney tiene lugar en un universo alternativo de los Estados Unidos, donde no se aprobaron leyes antijaponesas como la Ley de extranjería de California de 1913, los sentimientos antijaponeses no eran poderosos y la cultura japonesa floreció. Debido a esto, el clan Fey y cosas relacionadas con él, como la técnica de canalización de Kurain, se mantuvieron en japonés ya que se consideraba parte de la herencia de Maya.

### Representaciones
Maya es representada por tres actrices diferentes en los medios de comunicación en japonés: Mirei Kiritani en la película Ace Attorney y El profesor Layton vs. Phoenix Wright: Ace Attorney; Satomi Hanamura en Project X Zone 2 y Spirit of Justice; y Aoi Yūki en la serie de anime. En la versión inglesa de Spirit of Justice, Abby Trott es la voz de ella, mientras que Lindsay Seidel es su voz en la serie de anime. Kiritani se sorprendió cuando le ofrecieron el papel de Maya en la película, ya que ella misma había estado jugando los juegos durante mucho tiempo. Yūki estaba ansiosa durante la audición para el papel, y dijo que al principio tenía su propia idea del personaje de Maya, pero que aprendió a entenderlo a través de las instrucciones de Ayumu Watanabe, el director del anime.

## Recepción
Maya fue bien recibida por la crítica, especialmente por su alivio cómico a lo largo de la serie. IGN incluyó a Maya entre los mejores personajes de videojuegos por su ayuda y rapidez de pensamiento en una lista de los "mejores compañeros de videojuegos de todos los tiempos", comentando que Wright "debe mucho de su éxito a Maya Fey". Hardcore Gamer elogió las bromas entre ella y Phoenix como una de las mejores en videojuegos. El sitio web los llamó "las pistas perfectas" en el manga de Ace Attorney debido a su "tontería" y a cómo son retratados como amigos cercanos.
Maya también fue bien recibida en la adaptación del anime. Anime News Network llamó a Maya su personaje favorito en el anime, y dijo que su personaje se benefició enormemente al ser animado, con su juguetonería bien presentada a través de su amplia gama de acciones y expresiones. Sin embargo, Kotaku escribió que su representación y el reparto en la película Ace Attorney no le fue tan bien, ya que parecía "emocionalmente inestable" en lugar de mantener su inocencia infantil de los videojuegos. Los críticos lamentaron la omisión de Maya en el cuarto y quinto juegos de Ace Attorney, y tanto los críticos como los aficionados elogiaron su regreso y diseño en el sexto juego por sentirse como "ponerse al día con un viejo amigo" y un recordatorio de lo que los aficionados aprecian de la serie.
Toshi Nakamura en Kotaku consideró a Maya como un elemento básico de la serie desde su inicio, y dijo que era chocante que no apareciera en Dual Destinies. Del mismo modo, John Walker de Eurogamer cuestionó el cambio de la serie a un nuevo reparto con Apollo Justice, diciendo que el arco de personajes de Maya aún no se había completado en Trials and Tribulations. Nadia Oxford, de USgamer, describió la reaparición de Maya en Spirit of Justice como "ponerse al día con un viejo amigo", y como un recordatorio de por qué los jugadores "se enamoraron" de la serie para empezar. Su reintroducción junto con su nuevo diseño como adulta fue recibida positivamente por los fanes de la serie, con mucha discusión emocionada sobre ella en los medios sociales. Bob Mackey, que también escribe para USgamer, habló sobre el uso de elementos de juegos anteriores por parte de Spirit of Justice, y llamó al regreso de Maya el más notable de ellos. Steven Bogos de The Escapist la llamó una de las favoritas de los fanes, y dijo que su regreso fue un placer para los jugadores. A Alexa Ray Corriea de GameSpot también le gustó su reaparición, y dijo que después de tocar uno de los episodios ambientados en los Estados Unidos, estaba "deseando volver a Khura'in" y pasar tiempo con Maya.
Michael Brown de Dorkshelf comentó que el "encanto y el humor de Maya dan vida a la serie" y elogió el desarrollo de su relación con Wright. Brown destacó los casos finales tanto de Justice for All como de Trials and Tribulations en los que Maya y Wright están aislados el uno del otro, afirmando que su relación alcanza su "pico" en este último caso, su "conclusión y su reencuentro [...] aún más satisfactorio".